# Salvador Cabañas
Salvador Cabañas (Asunción, 5 augustus 1980) is een Paraguayaans profvoetballer die als aanvaller speelt.

## Clubcarrière
Cabañas begon als profvoetballer bij Club 12 de Octubre in 1998. In 2001 vertrok hij naar het Chileense Audax Club Sportivo Italiano. In 2003 werd Cabañas gecontracteerd door het Mexicaanse Jaguares de Chiapas. Daar speelde de Paraguayaan drie seizoenen en in 103 competitiewedstrijden maakte de aanvaller 59 doelpunten. Met elf doelpunten werd Cabañas topscorer van de Clausura 2006, samen met Sebastián Abreu van Dorados de Sinaloa.
In 2006 vertrok Cabañas naar Club América. Met deze club nam hij in december 2006 deel aan het WK voor clubs. Cabañas behaalde met Club América de vierde plaats en scoorde tegen het Egyptische Al-Ahly. In 2007 werd hij gekozen tot Zuid-Amerikaans voetballer van het jaar.

## Interlandcarrière
Cabañas speelde zijn eerste interland voor het Paraguayaans nationaal elftal op 1 juni 2004 tegen Bolivia. Hij maakt deel uit van de selectie voor het WK 2006 en speelde tot dusver veertig interlands, waarin Cabañas tien keer tot scoren kwam.

## Moordaanslag
Cabañas werd in de nacht van 24 op 25 januari 2010 op het toilet van een bar in Mexico City door zijn hoofd geschoten. Er werden twee verdachten opgepakt. Ze zouden de voetballer hebben willen beroven.
Later werd bekend dat het waarschijnlijk geen beroving betrof, maar een afrekening door maffia- en drugsbaron Edgar Valdez, tevens een fervent voetbalfan van de club America uit Mexico Stad. Valdez kwam Cabañas tegen in de bar, en schoot hem door het hoofd, omdat hij vond dat Cabañas niet genoeg had gescoord voor de club. Valdez is echter nooit opgepakt.
Ondanks het feit dat de kogel niet verwijderd kon worden, wist hij te herstellen. Cabañas maakte op 14 april 2012 zijn rentree bij Club 12 de Octubre.

## Erelijst
Audax Italiano
- Topscorer Primera División de Chile

2003-Apertura (18 doelpunten)
 Club América
- Topscorer Copa Libertadores

2007 (10 doelpunten), 2008 (8 doelpunten)